# San Sebastián (El Salvador)
San Sebastián é um município localizado no departamento de San Vicente, em El Salvador.